# Visuokonstruktion
Visuokonstruktion (lat. visus = Sehen, Gesichtssinn) beschreibt die Fähigkeit, komplexe Formen oder Muster zu erkennen und zu reproduzieren (neben Buchstaben, Zahlen und Wörtern auch Symbole usw.). Störungen der Visuokonstruktion treten neben anderen kognitiven Einschränkungen zum Beispiel im Verlauf der Alzheimer-Demenz auf (mittlere Phase).
Ein Schnell-Screening, welches die Fähigkeit zur Visuokonstruktion erfasst, ist der Uhren-Zeichen-Test (vgl. dazu auch die Aufzählung Neuropsychologische Tests zur Visuokonstruktion).